# Municipio de Utica (Dakota del Sur)
El municipio de Utica (en inglés: Utica Township) es un municipio ubicado en el condado de Yankton en el estado estadounidense de Dakota del Sur. En el año 2010 tenía una población de 859 habitantes y una densidad poblacional de 9,21 personas por km².

## Geografía
El municipio de Utica se encuentra ubicado en las coordenadas 42°56′58″N 97°27′43″O / 42.94944, -97.46194. Según la Oficina del Censo de los Estados Unidos, el municipio tiene una superficie total de 93.22 km², de la cual 92,88 km² corresponden a tierra firme y (0,37 %) 0,34 km² es agua.

## Demografía
Según el censo de 2010, había 859 personas residiendo en el municipio de Utica. La densidad de población era de 9,21 hab./km². De los 859 habitantes, el municipio de Utica estaba compuesto por el 74,27 % blancos, el 1,75 % eran afroamericanos, el 19,32 % eran amerindios, el 1,05 % eran asiáticos, el 1,28 % eran de otras razas y el 2,33 % eran de una mezcla de razas. Del total de la población el 1,63 % eran hispanos o latinos de cualquier raza.